# DAMAGE (アルバム)
『DAMAGE』（ダメージ）は、Luis-Maryの通算2枚目のアルバム。1991年7月21日発売。発売元は日本クラウン。

## 解説
- トラック7はシングル「Lainy Blue」のアレンジ・バージョンで、後に「RAINY BLUE」として「〜Beloved〜」と共にリカットされた。
- トラック4・5は前作『ESCAPE〜鏡の中で〜』にも収録された。

## 収録曲
1. INSPIRE MOON
  - 作詞:西川貴教／作曲:丸山武久・西川貴教
2. 「-19XX-」
  - 作詞:西川貴教／作曲:丸山武久・西川貴教
3. Misty Misery
  - 作詞:西川貴教／作曲:丸山武久・西川貴教
4. eins-zwei-drei-vier
  - 作詞:西川貴教／作曲:丸山武久
5. New Rose
  - 作詞:西川貴教／作曲:丸山武久・西川貴教
6. 〜Beloved〜
  - 作詞:西川貴教／作曲:山下善次・西川貴教
7. RAINY BLUE
  - 作詞:丸山武久・西川貴教／作曲:丸山武久
8. Don't ask me why
  - 作詞:西川貴教／作曲:山下善次・西川貴教

## 関連作品
- ESCAPE〜鏡の中で〜 (#4・5)
- Best Collection (#4・5・7)
- PERFECT SELECTION (#1・2・3・7)
- PERFECT SELECTION.2 (#8)
- PERFECT SELECTION.3 (#6・7)